# 104丁目駅 (BMTジャマイカ線)
104丁目駅（104ちょうめえき、英語: 104th Street）は、クイーンズ区リッチモンド・ヒルにある104丁目とジャマイカ・アベニューの交差点に位置するニューヨーク市地下鉄BMTジャマイカ線の駅である。Z系統がラッシュ時混雑方向、それ以外の時間帯はJ系統が停車する。ラッシュ時混雑方向のJ系統は当駅を通過する。
1966年までは102丁目駅（102nd Street）と呼ばれていた。その後しばらく102丁目-104丁目駅（102nd–104th Street）と呼ばれていた。現在の駅名になったのは2011年のことであった。

## 駅構造
| P ホーム階 | 相対式ホーム、右側のドアが開く | 相対式ホーム、右側のドアが開く |
| P ホーム階 | 南行緩行線                     | ← 朝ラッシュ：通過 ← ラッシュ時以外：ブロード・ストリート駅行き（ウッドヘイブン・ブールバード駅） ← 朝ラッシュ：ブロード・ストリート駅行き（ウッドヘイブン・ブールバード駅）     |
| P ホーム階 | 中央線                         | → 未敷設 |
| P ホーム階 | 北行緩行線                     | → 夕ラッシュ：通過 → → ラッシュ時以外：ジャマイカ・センター-パーソンズ/アーチャー駅行き（111丁目駅）→ 夕ラッシュ：ジャマイカ・センター-パーソンズ/アーチャー駅行き（121丁目駅）→ |
| P ホーム階 | 相対式ホーム、右側のドアが開く | |
| M          | 改札階                         | 改札口、駅員詰所、メトロカード自動券売機 |
| G          | 地上階                         | 出入口 |

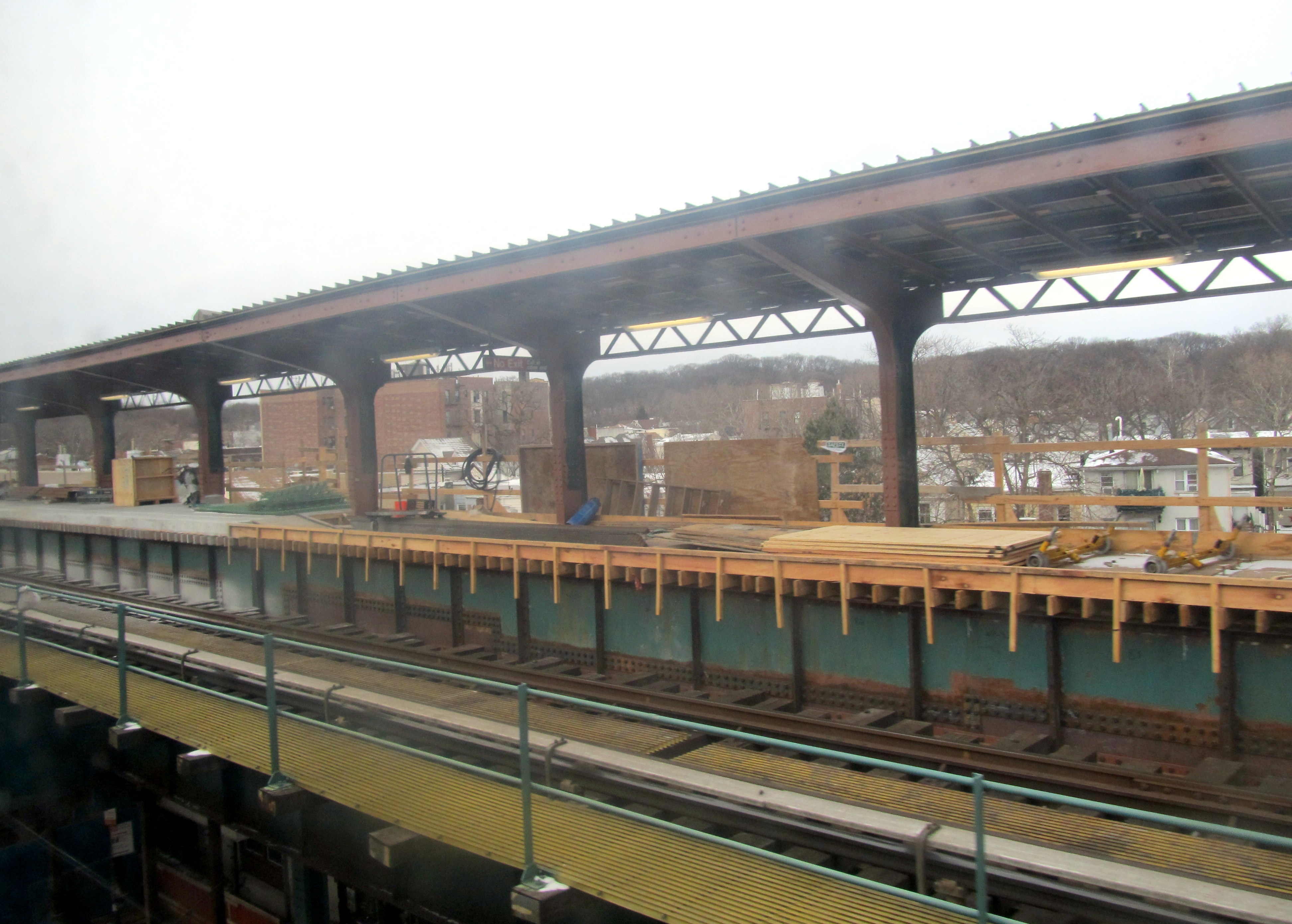
改装中のマンハッタン方面ホーム（2017年撮影）

1917年5月28日に開業した当駅は相対式ホーム2面2線の構造を持つ高架駅である。急行線はないが、中央には急行線を敷設するためのスペースがある。駅名標はニューヨーク市地下鉄標準のものが壁に設置されている。
当駅は廃止されたロングアイランド鉄道ロッカウェイ・ビーチ支線ブルックリン・マーナー駅の最寄りで、その駅は2ブロック西にあった。
1990年にはアートワークであるFive Points of Observationがキャサリーン・マッカーシーによって作られた。ジャマイカ線の他4駅でも見ることができる。
2017年より改装工事が行われている。2017年3月13日から2018年4月11日まで、マンハッタン方面ホームが閉鎖され改装された。続いてジャマイカ・センター方面ホームが2018年7月23日より閉鎖され、2018年12月21日に営業を再開した。

### 出入口
改札はホーム下の駅東端にある。改札の外には104丁目とジャマイカ・アベニュー交差点の南東と北西に通じる階段が1つずつある。
かつては駅西端に改札があり、102丁目とジャマイカ・アベニュー交差点へ通じる階段があったが廃止された。